# Aérospatiale SA 315B Lama

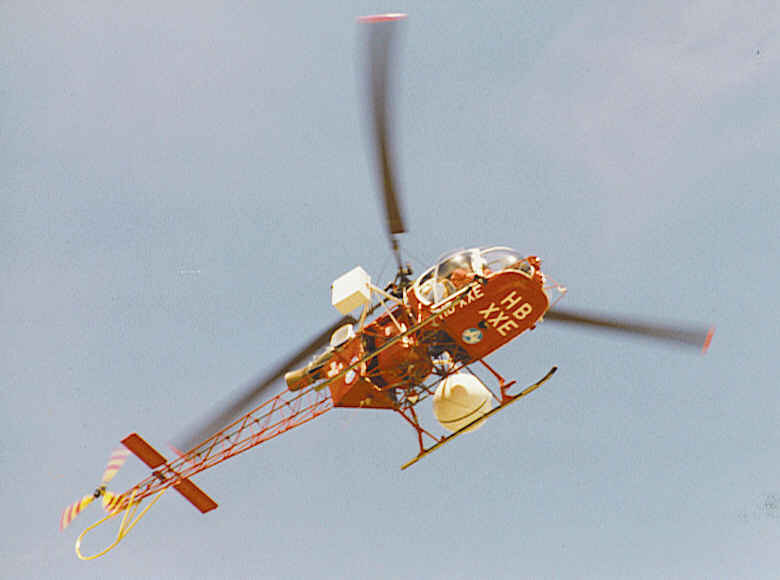
Un SA 315B Lama svizzero.

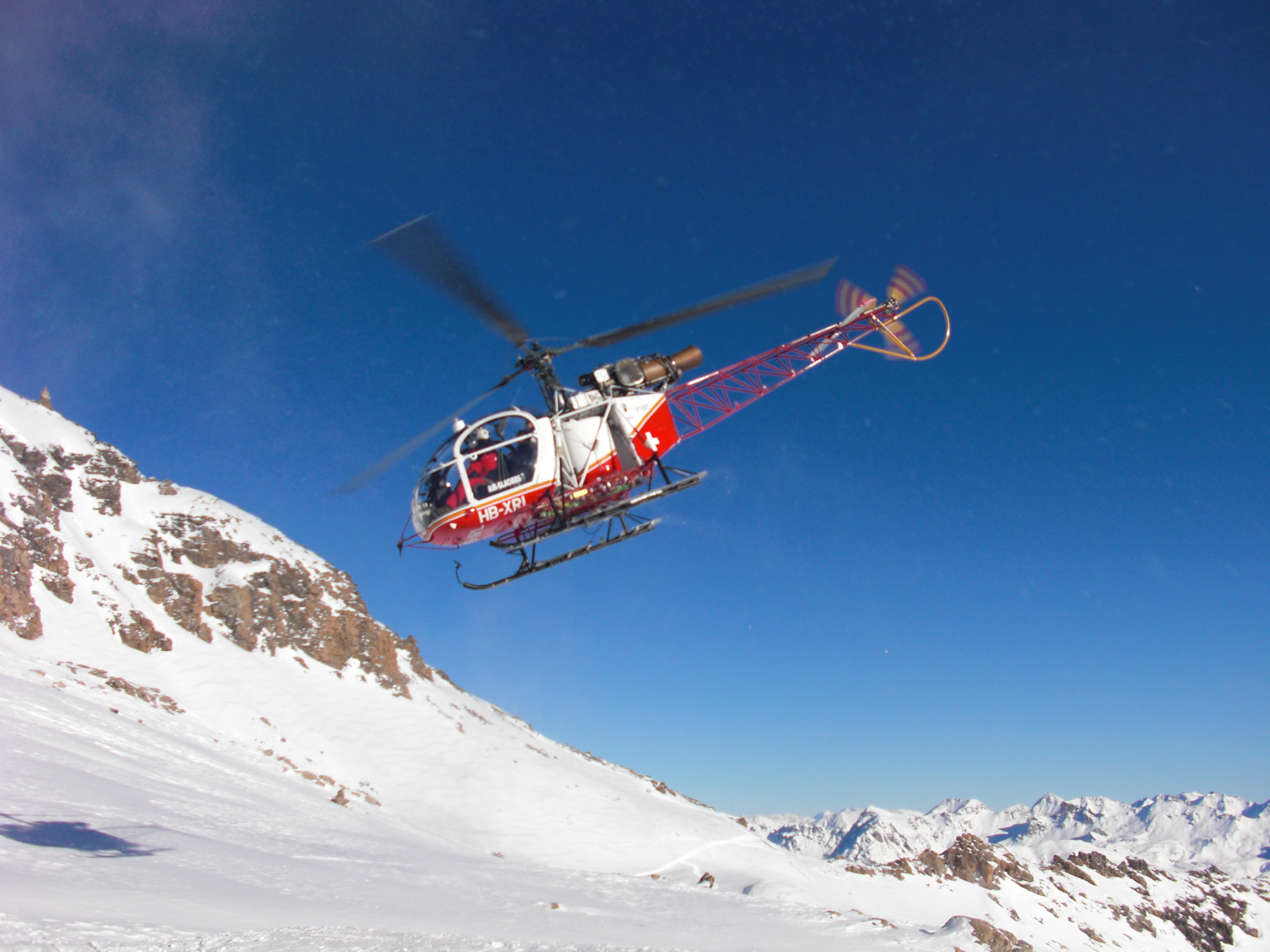
SA315B della Air Glaciers.

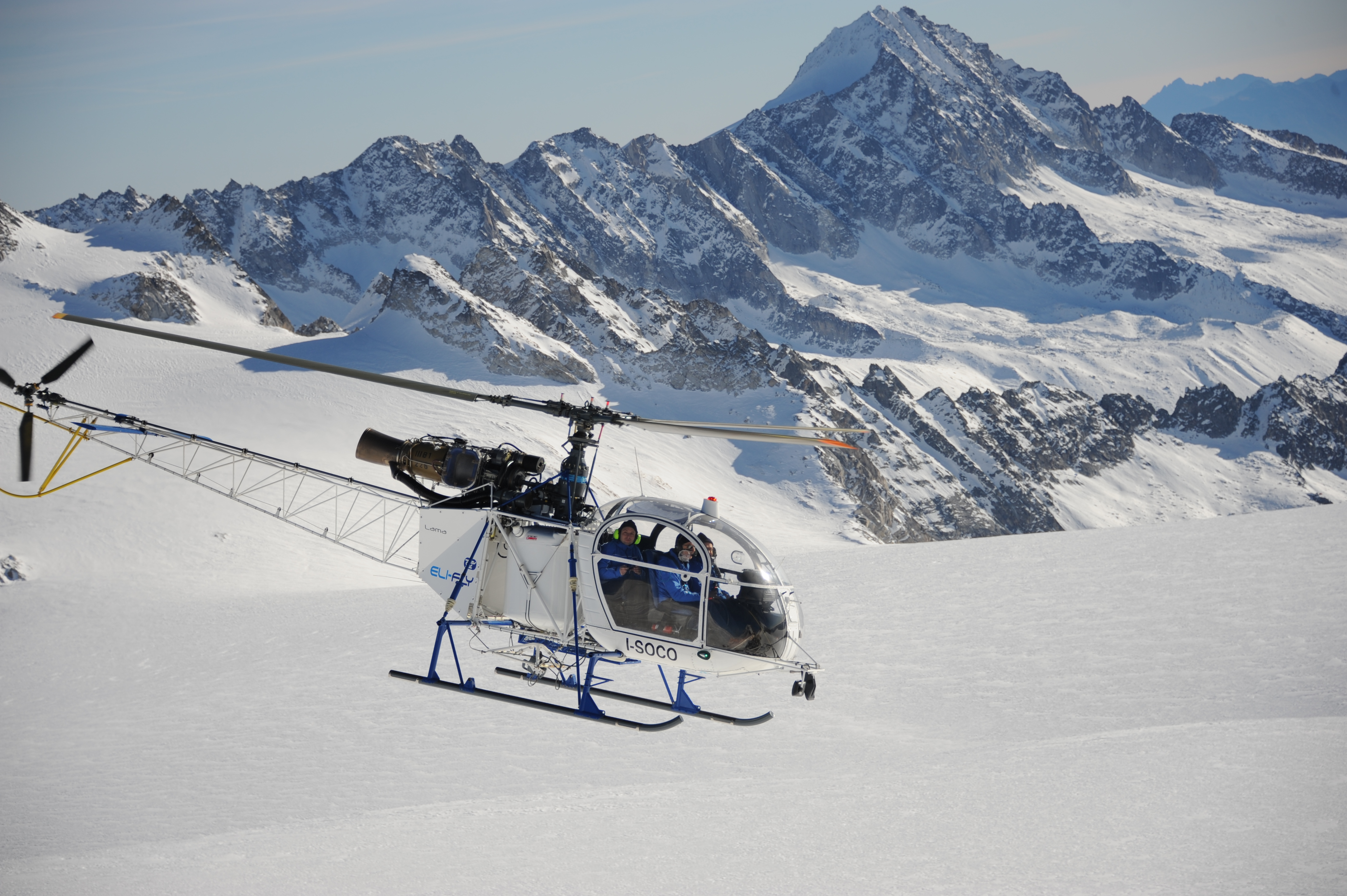
Elicottero SA315B Lama della Elifly

L'Aérospatiale SA 315B Lama è un elicottero leggero utility prodotto dall'azienda francese Aérospatiale, ora European Aeronautic Defence and Space Company (EADS), dagli anni settanta.

## Storia del progetto
L'SA 315B venne sviluppato per l'esigenza di dotare la gamma di un elicottero che potesse operare in condizione climatiche estreme e ad alta quota, come da richiesta dell'esercito indiano. Come base di partenza vennero utilizzati gli Alouette II e Alouette III, combinando la struttura del primo con l'impianto dinamico (trasmissione, motore, rotori) del secondo. Dopo il primo volo effettuato il 17 marzo 1969, l'Aérospatiale ricevette l'omologazione nel 1970 e dal luglio 1971 venne affiancato alla sigla di progetto il nome Lama, che lo identifica ancora oggi.
Per molti anni il Lama è stato l'elicottero di riferimento per il lavoro aereo, in particolare nelle zone alpine.
La struttura a traliccio, molto robusta e leggera, unita alle caratteristiche della turbina di tipo "legato" (compressore e turbina di potenza installati sullo stesso albero), in grado di fornire la massima potenza utilizzabile dalla trasmissione fino a circa 2500 m di quota, ne facevano l'elicottero ideale per il trasporto di carichi esterni anche in alta montagna.
Per questo motivo alcuni operatori specializzati, malgrado la sua produzione si sia interrotta ormai da tempo, continuano a mantenerlo in linea.
I costi di manutenzione elevati e la nascita di modelli dalle prestazioni superiori e con minori costi di manutenzione ne hanno ormai comunque segnato da tempo il destino.
La casa detentrice del certificato di tipo, la Eurocopter, ha annunciato la volontà di ritirarlo entro il 2020, in quanto ancora in forte competizione con i nuovi modelli, da lanciare sul mercato, anche se esistono trattative per produrlo su concessione nei mercati di india con nuove motorizzazioni essendo di fatto un elicottero quasi insostituibile in certe particolari situazioni. non si contano i lavori svolti sulle Alpi da questo trattore dei cieli, grazie alla sua polivalenza e agilità, tra tutti la funivia del piccolo cervino a 3880 m e il rifugio margherita a 4550 m e le missioni che lo hanno visto impegnato in soccorsi estremi al limite delle possibilità tecniche.

## Tecnica
Il Lama presenta una struttura a traliccio di tubi saldati, come il suo predecessore Alouette II, evidente nella trave di coda a vista senza alcuna protezione. La cabina ha una classica conformazione a bolla dotata di ampie finestrature in plexiglas. Come optional vi è anche la porta dx (lato pilota) chiamata grande boule (per ottenere una buona visibilità sotto il velivolo durante operazioni di soccorso o lavoro aereo). Il carrello d'atterraggio è composto di una coppia di pattini tubolari. L'unità motrice adottata è una turbina Turbomeca Artouste IIIB da 650 kW (870 shp). Questa turbina è di tipo "legato". Ovvero il compressore e le turbine di potenza sono installati sullo stesso albero.
Questo tipo di turbina minimizza l'isteresi, il cosiddetto "ritardo" che tutti i piloti avvertono nell'utilizzo di elicotteri con turbine "libere" ovvero con l'albero recante le turbine di potenza separato da quello della generatrice gas, rendendo ancora molto apprezzato dai piloti in particolare nel lavoro al gancio con carichi esterni.
Questo tipo di turbina fin dal 1957 (Alouette II) è completamente automatica nella fase di avviamento: il pilota deve cioè solamente valutare la temperatura (strumento T4) massima di picco che raggiunge durante la fase di messa in moto senza dover aprire manualmente la mandata di carburante al numero di giri previsti e modulare l'accelerazione del motore durante la fase d'avviamento. Questo risultato sarà raggiunto dagli altri costruttori di motori solo molti decenni dopo con l'introduzione dei controlli elettronici. Per contro il complesso sistema di sensori elettro meccanici risulta facilmente soggetto ad avarie di varia natura e le mancate messe in moto causate da questo tipo di avarie sono tutt'altro che infrequenti.
Una prima sezione di riduzione dei giri è contenuta in una scatola ingranaggi facente parte del motore stesso. Questa scatola supporta anche gli accessori quali lo starter-generatore, le pompe dell'olio, la pompa alta pressione carburante, il regolatore di giri ecc.
Il motore è collegato alla trasmissione attraverso una frizione di tipo centrifugo. Tale frizione ha il compito di disaccoppiare il motore dalla trasmissione durante la fase di avviamento della turbina e consente anche di arrestare il rotore al suolo mantenendo in moto la turbina al regime di minimo. Tra la frizione e la trasmissione è interposta la ruota libera con il compito di disaccoppiare la trasmissione dal motore in caso di avaria di quest'ultimo e consentire l'autorotazione del rotore principale.
La trasmissione è limitata a 410 kW (550 shp), è posizionata su un piano metallico orizzontale alle spalle della cabina, denominato "plancher". 2 supporti a V rovesciata trasferiscono alla trasmissione i carichi della cellula e di manovra, mentre il fissaggio alla base, tramite una corona di bulloni, serve unicamente al trasferimento dei carichi dovuti alla copia di reazione del rotore. La trasmissione è a "vista" senza alcuna protezione e contiene una serie di stadi di riduzione dei giri. Al primo stadio, di tipo pignone corona, seguono due stadi di riduzione epicicloidale al rotore principale tripala (353 giri/minuto) e, tramite un albero di trasmissione, al rotore di coda, anch'esso tripala (1950 giri/minuto).
La cellula e la coda sono collegati tra loro tramite 3 bulloni che ne assicurano l'accoppiamento. Entrambe le strutture tubolari della coda e della cellula sono piene di azoto in alla pressione di 1,8 bar, questo per dare la possibilità di verificare all'istante la presenza di eventuali cricche formatisi durante il volo sia nella trave di coda che nella cellula: sono presenti cioè due segnalatori differenti di un'eventuale fuga di azoto da una delle due strutture, sono chiamati video-pi.

## Impiego operativo
Analogamente alla serie Alouette, il Lama può essere utilizzato in diversi ruoli. La sua particolare progettazione lo rende apprezzato per le sue prestazioni ad alta quota ed è stato impiegato sia in ambito civile come elisoccorso che in ambito militare nelle nazioni a prevalente territorio montano. In campo militare sono disponibili diverse soluzioni che lo rendono idoneo nei ruoli di collegamento, ricognitore e fotoricognitore, ricerca e salvataggio e trasporto. In quest'ultimo ruolo è in grado, dotato di opportuno gancio baricentrico, di sollevare un carico esterno fino a 1 000 kg.
La sua coda detta "a traliccio" lo rende molto idoneo al volo in montagna con forte vento che non trova superficie sulla trave di coda facilitando così il volo con forte vento laterale "al traverso". Condizione nella quale nessun pilota deve trovarsi, ma che talvolta è necessaria per operazioni di soccorso in vicinanza di ostacoli.
Sia l'SA315 (e anche Alouette III SA316 e SA 319) hanno il rotore principale dotato di pale con all'estremità una parte staccabile (Soumont) che contiene i pesi per il bilanciamento statico della pala. In caso di piccoli urti questa parte può venire sostituita e consentire alla pala di restare in servizio.
Questo vantaggio ha sempre reso l'SA315 (SA 316/319) un elicottero con il quale è stato possibile compiere soccorsi estremi in montagna.
lavoro aereo in montagna: il lama ad oggi, viene ancora utilizzato da molti operatori per le operazioni di lavoro che prevedono il trasporto di carichi esterni.
Malgrado la bontà del progetto originale sia indiscutibile, la sua vetustà (di fatto si tratta di tecnologie degli anni 50) deve fare i conti con le esigenze attuali.
Moltissime opere in ambito montano, rifugi e funivie in primis, sono state realizzate grazie all'efficace supporto del Lama. Per decenni il Lama ha garantito i rifornimenti agli alpeggi, ai rifugi e supporto logistico a installazioni quali dighe alpine o ripetitori.
Di particolare significato la Capanna Margherita a 4550 m sul confine italo svizzero e la funivia del piccolo cervino Klein Matterhon, risultano lavori totalmente realizzati con i Lama e ancora oggi la realizzazione della nuova funivia del monte bianco non può fare a meno di tale macchina nelle calde giornate estive.
Oggi però l'età del progetto e i costi di manutenzione stanno condannando questo elicottero alla scomparsa nell'ambito commerciale. I pochi operatori rimasti, prevalentemente nel nord Italia e in Svizzera, si trovano a fronteggiare costi di manutenzione sempre crescenti. A solo titolo d'esempio la trasmissione principale di un lama va revisionata ogni 1200 ore di volo contro le circa 3500 del suo rivale più diretto e i costi per l'operazione sono del tutto simili.

### Primati
Il Lama è attualmente l'elicottero che detiene il primato, omologato FAI, di altezza massima raggiunta. Il 21 giugno 1972, ai comandi del pilota francese Jean Boulet, partendo dall'Aérodrome d'Istres raggiunse la tangenza massima di 12 442 m.
Immediatamente e incidentalmente, nella stessa occasione venne anche realizzato il record per l'autorotazione eseguita alla quota più alta, essendosi, nel punto più alto del volo, spento il motore a causa dell'estrema rarefazione dell'aria.
Il Lama detiene anche il record di salvataggio alla maggiore quota: tre persone, una alla volta, nel 1988 furono prelevate alla quota di 7800 metri sotto il pendio dell'Everest.

## Versioni
SA 315B Lama
versione di serie sviluppata dall'SE 313, dotata di turboalbero Turbomeca Artouste IIIB da 650 kW (870 shp), limitato a 410 kW (550 shp) alla trasmissione. Ciò è ottenuto con il controllo del passo (in relazione a quota e temperatura aria esterna si può immettere in trasmissione principale la potenza massima di 550 HP). Tuttavia un superamento di 0.05 sullo strumento di indicazione del passo rende possibile superare questa potenza massima applicabile per un periodo massimo di 5 secondi.

### Produzione su licenza
HAL Cheetah
versione prodotta su licenza dall'azienda indiana Hindustan Aeronautics Limited (HAL).
HAL Lancer
versione evoluta sviluppata dal Cheetah.
Helibras HB 315B Gaviao
versione prodotta su licenza dall'azienda brasiliana Helibras - Helicópteros do Brasil S.A..

## Utilizzatori
Angola
 Argentina
- Fuerza Aérea Argentina

3 SA 315B in servizio all'ottobre 2019.
- Ejército Argentino

6 SA 315B consegnati a partire dal 1976. 1 SA 315B in servizio al novembre 2019.
- Bolivia
- Camerun
- Cile
- Ecuador
- El Salvador

 India
- Bhāratīya Vāyu Senā

100 SA 315B consegnati, costruiti su licenza dalla HAL e ridesignati Cheetah.
- Indian Naval Air Arm

15 SA 315B costruiti su licenza dalla indiana HAL in servizio all'aprile 2017.
- Indian Army

 Marocco
 Namibia
- Namibian Air Force

2 Cheetah (SA 315B) consegnati dall'indiana HAL nel 1994.
 Nepal
- Servizio aereo dell'esercito nepalese

2 Chetaah (SA 315B) consegnati dall'indiana HAL.
- Pakistan
- Perù
- Togo
- Italia
- Svizzera
- Francia
- Austria